# 鄧文端
鄧文端（越南语：／；1858年—1936年10月12日），原名鄧文瑞（越南语：／），保大元年（1926年）避諱改今名，字和夢（越南语：／），又字夢龍（越南语：／），號馬峰（越南语：／），越南阮朝官員。

## 生平
鄧文端是乂安省演州府東城縣高舍總儒林社（今屬乂安省演州縣演壽社）人，嗣德十一年（1858年）出生。嗣德二十七年（1874）年，年僅十七歲的鄧文端參加乂安場鄉試，考中秀才。嗣德三十一年（1878年），鄧文端再次參加鄉試，仍考中秀才。在這次鄉試中，他結識了同鄉高春育，高春育認為鄧文端年少有才，將女兒嫁給他為妻，并推薦他拜入探花阮德達門下學習。
嗣德三十五年（1882年），鄧文端再次參加乂安場鄉試，終於考中舉人。後歷任農貢縣訓導和演州府教授。成泰十六年（1904年），鄧文端會試次中格，庭試考中第一名庭元。
鄧文端考中進士後，初任國子監司業，後升翰林院侍講，充修書所修書，參與編纂《國朝律例撮要》、《國朝史撮要》等。維新初，升國子監祭酒。維新八年（1914年），鄧文端致事。
保大十一年八月二十七日（1936年10月12日），鄧文端在演州府儒林村的家中去世，壽七十九歲。

## 家庭

### 妻妾
妻子高氏璧，東閣大學士高春育之女。

### 子女
邓文端有7子4女。
- 子鄧文瑩，啟定四年（1919年）副榜，仕至財政部侍郎。
- 子鄧文珦，啟定四年（1919年）副榜，仕至司法部參知，陳仲金政府乂安總督。
  - 孫鄧文越，越南人民軍中校。
- 子鄧文璵，醫生。
- 子鄧文瑾，北圻知府。
- 子鄧文瑚，巴黎高等醫科學校預科生。